# 쇠고기 스테이크

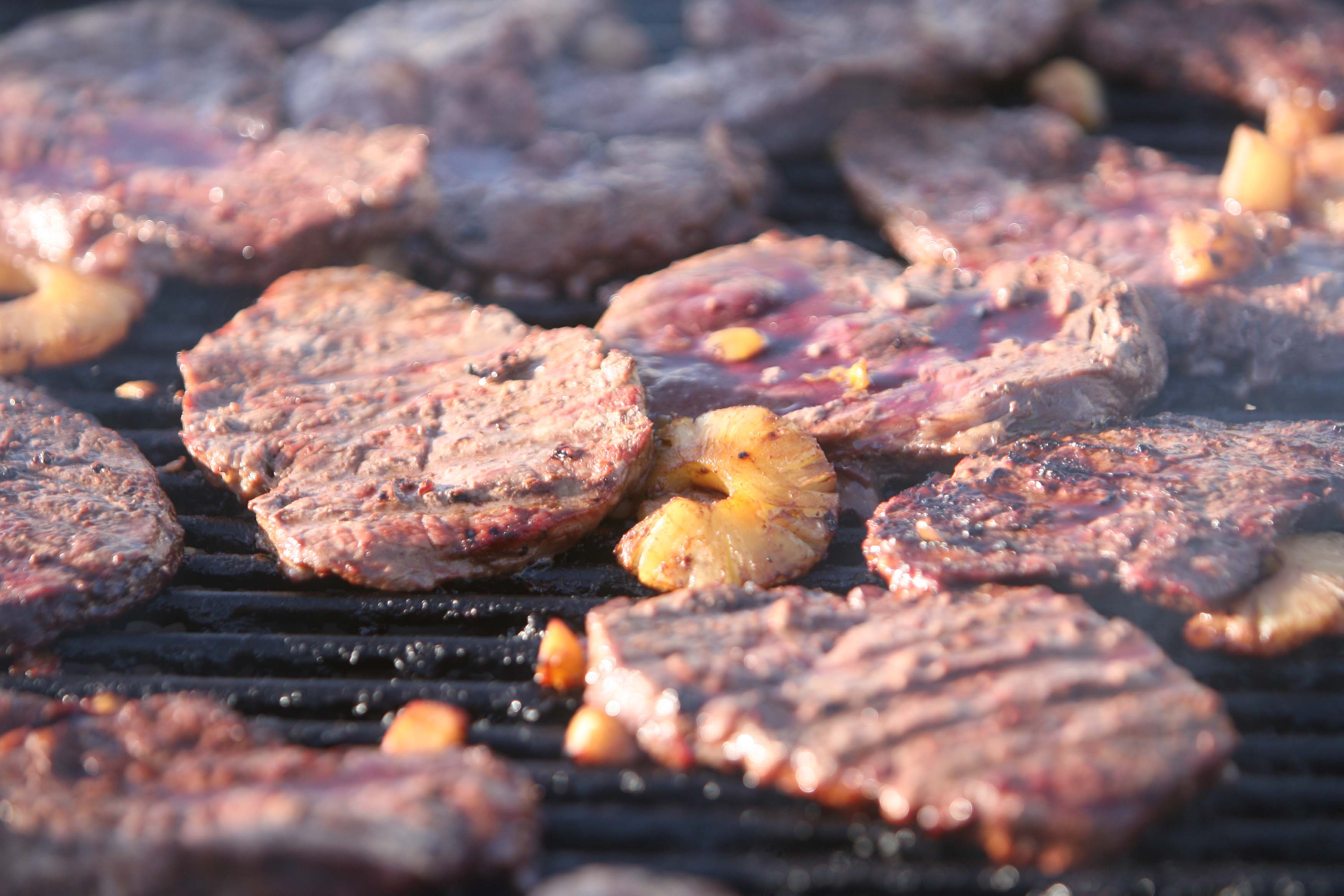
비프스테이크

쇠고기 스테이크는 프라이팬 등의 철판이나 그릴 등을 사용하여 쇠고기를 구운 스테이크이며, 주로 근섬유 부분을 두껍고 반듯하게 잘라 사용한다. 과거에는 주로 부채살이나 뒷다리살 부위를 재료로 습열을 이용하여 만들어졌으나, 점차 등심이나 갈비 부위를 재료로 습열을 이용하여 만들어지는 추세로 바뀌고 있다.

## 같이 보기
- 스테이크